# 霍恩县

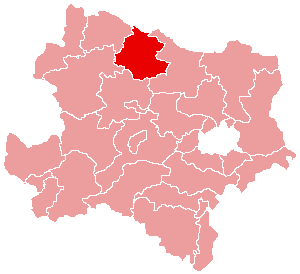
霍恩县在下奥地利州的位置

霍恩县（德語：Bezirk Horn）是奥地利下奥地利州所辖的一个县。总面积784.0平方公里，总人口32400，人口密度41人/平方公里（2001年）。行政中心位于霍恩。

## 行政区域
霍恩县辖有20个市镇。